# Wolfratshauser Straße 155

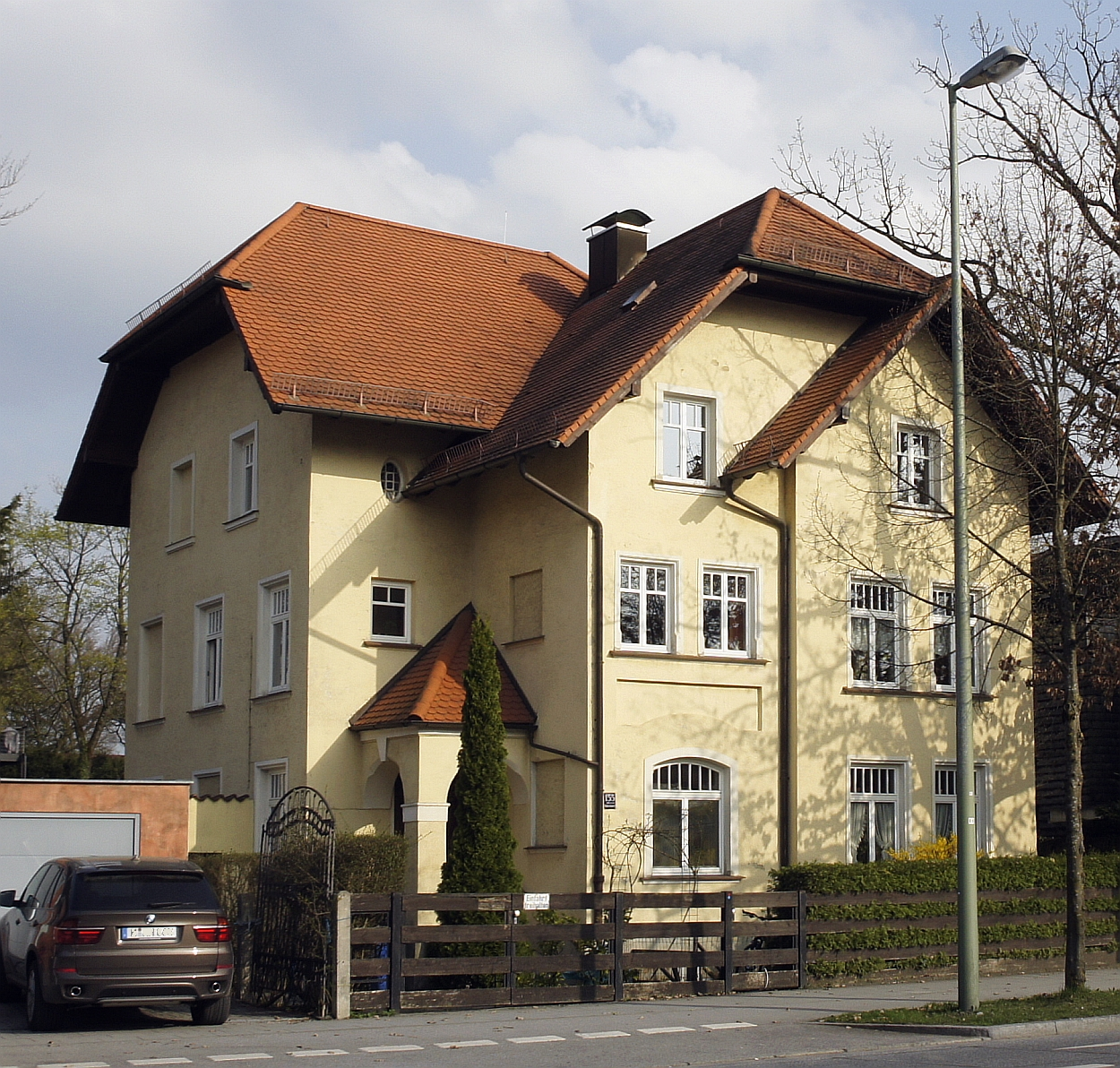
Villa Wolfratshauser Straße 155

Das Haus Wolfratshauser Straße 155 in München ist eine denkmalgeschützte Villa.

## Lage
Das Haus liegt im Münchner Stadtteil Solln im Stadtbezirk 19 Thalkirchen-Obersendling-Forstenried-Fürstenried-Solln an der Wolfratshauser Straße in der Nähe des S-Bahnhofs Solln etwa 200 m nördlich der Brücke der Wolfratshauser Straße über die Bahnstrecke München–Lenggries.

## Geschichte
Der Architekt Josef Schatz errichtete das Gebäude 1906 für sich selbst als Wohngebäude. Es war von Anfang an als Mehrfamilienhaus konzipiert. Jede Etage war eine eigene Wohnung mit eigenem Bad. Im Laufe der Zeit wurde das Äußere vereinfacht, z. B. ursprünglich am Nordgiebel aufgesetztes Scheinfachwerk entfernt.

## Beschreibung
Das Haus ist ein zweigeschossiges Gebäude mit ausgebautem Dachgeschoss. Es besteht aus drei ineinander verschachtelten Gebäudeteilen mit weit vorstehendem Halbwalmdach, von denen zwei ungefähr in Nord-Süd-Richtung parallel zur Straße liegen und das dritte quer dazu. In der Ecke zwischen Nord- und Osttrakt befindet sich der Eingang mit einem kleinen Vorbau. Der zur Straße zeigenden Giebelseite des Osttrakts ist auf der rechten Seite ein zweiachsiger Risalit vorgesetzt, der unterhalb des Halbwalmgiebels einen eigenen weit vorstehendem Satteldachgiebel hat.